# Shiritsu Araiso Kôtôgakkô Seitokai Shikkôbu
Shiritsu Araiso Kôtôgakkô Seitokai Shikkôbu (私立荒磯高等学校生徒会執行部) est un manga en 2 volumes de Kazuya Minekura, paru en 1999 au Japon dans le magazine Chara Comics.
Éditeur français (potentiel) : Génération comics, pas de date de sortie annoncée.
Le titre anglais de ce manga est Executive Committee. En français, le titre japonais pourrait être traduit par : « Comité de direction du conseil d'étudiants de l'école secondaire privée d'Araiso ».
Ce manga a été adapté en OAV avec 2 épisodes, sortis en 2002.

## Résumé
Au collège Araiso, les deux personnages centraux (aussi présents dans Wild Adapter), Tokito et Kubota, font les 400 coups, sous couvert d'appartenir au comité exécutif du lycée (d'où le titre), qui est censé faire régner l'ordre.
Si ce manga peut faire penser par certains côté au bien connu Great Teacher Onizuka, l'histoire tend plus du côté du shonen-ai, c'est-à-dire qu'il est parsemé de sous-entendus idiots (et toujours démentis) sur une relation amoureuse entre les deux héros.
L'humour de Kazuya Minekura y est très présent.